# Сункар (Жамбильський район)
Сунка́р (каз. Сұңқар) — село у складі Жамбильського району Алматинської області Казахстану. Входить до складу Дегереського сільського округу.
У радянські часи село називалось Покровка.
Населення — 557 осіб (2021; 432 у 2009, 441 у 1999, 453 у 1989).